# Jayne Baxter

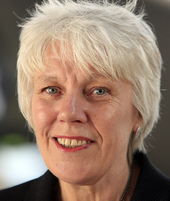
Jayne Baker

Jayne Baxter (* 5. November 1955) ist eine schottische Politikerin und Mitglied der Labour Party.

## Leben
Baxter verbrachte den Großteil ihres Lebens in der Region Fife. Sie besuchte die Queen Anne High School in Dunfermline und ging dann an die Napier University in Edinburgh, an der sie einen Bachelorabschluss in Wirtschaftslehre erwarb. Zwischen 1975 und 2010 war Baxter für die Regierung von Fife tätig, unter anderem in den Ressorts Sozial- und Jugendarbeit sowie Wirtschafts- und Städteentwicklung. 2010 legte sie ihre Tätigkeit nieder, um sich auf ihre Kandidatur bei den Schottischen Parlamentswahlen 2011 zu konzentrieren. Baxter ist zweifache Mutter und dreifache Großmutter.

## Politischer Werdegang
Bei den Parlamentswahlen 2011 trat Baxter erstmals zu Wahlen auf nationaler Ebene an. Sie bewarb sich jedoch nicht um das Direktmandat eines Wahlkreises, sondern war auf der Regionalwahlliste für die Wahlregion Mid Scotland and Fife gesetzt. Infolge des Wahlergebnisses erhielt die Labour Party jedoch nur drei Listenmandate in dieser Region, die an John Park, Richard Simpson und Claire Brennan-Baker gingen. Im Dezember 2012 gab John Park jedoch sein Mandat zurück, um sich auf seine Gewerkschaftstätigkeit zu konzentrieren. Aus diesem Grund rückte Baker als nächstplatzierte Listenkandidatin nach und wurde am 11. Dezember im schottischen Parlament eingeschworen.